# 에른스트 데이비드 버그만

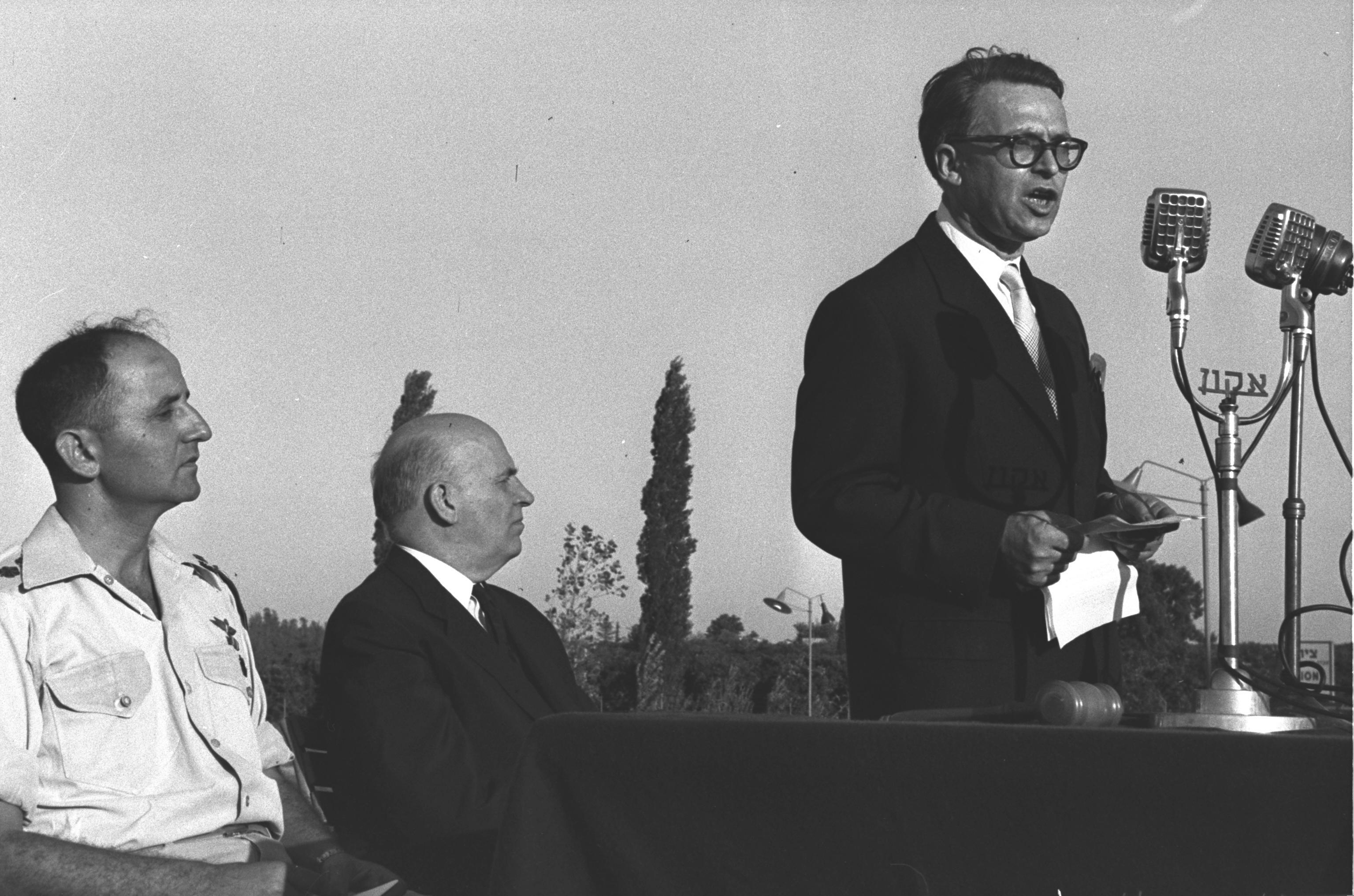

에른스트 데이비드 버그만(Ernst David Bergmann)은 이스라엘의 핵물리학자다. 이스라엘 핵개발의 아버지라고 불린다.

## 생애
1903년 독일에서 태어났다. 아버지는 랍비였다. 베를린 대학교에서 화학을 전공했다. 박사과정 지도교수는 빌헬름 슐랭크였다. 1927년 박사학위를 취득했다. 계속 베를린 대학교에서 연구하다가 나치가 득세하던 시절인 1933년 런던으로 갔다. 지오니스트를 이끄는 하임 바이츠만과 함께 화학 연구를 시작했다. 로버트 로빈슨이 옥스퍼드 대학교 교수직을 제안했지만, 거절했다.
그 후 몇 년 동안 하임 바이츠만과의 관계를 통해 유명해진 버그만은 다비드 벤구리온과 친한 친구가되었으며 여러 저명한 정부 직책에 임명되었다. 1948년 8월, 1951년 7월 15일 국방부 장관의 과학 고문, 1952년 초 국방부 연구 및 인프라 부문 연구 책임자로 임명되었다. 1952년, 이스라엘 원자력위원회(IAEC)의 초대 의장이 되었다.
1975년 71세로 사망했다.

## 핵무기 개발
1948년 이스라엘이 건국하자 마자, 초대 총리 다비드 벤구리온는 핵무기 개발을 추진했다. 30세에 이스라엘 국방부 국장에 임명된 시몬 페레스가 실무적으로 주도했다.
1960년 2월 13일, 프랑스가 알제리 사하라 사막 지하에서 65 kt 규모의 최초 핵실험을 성공했다. 전문가들은 이스라엘도 이 핵실험에 참여했거나 결과를 공유했다고 본다.
1960년, 초대 총리 다비드 벤구리온은 프랑스에 가서 샤를 드골 대통령과 협의를 했으며, 프랑스 정부는 이스라엘 핵무기 개발에서 손을 떼고, 프랑스 기업은 계속 돕는다고 합의했다. 프랑스 기업들은 디모나에 디모나 원자로를 지어주고 떠났다. 이스라엘은 핵무기 개발 예산을 국가예산에 포함하지 않고, 미국계 유태인 부자들에게서 모금을 해서 개발했다.
디모나 계획으로 프랑스 핵기술을 배워 핵무장에 성공했다.